# Békatutaj
A békatutaj (Hydrocharis morsus-ranae) az egyszikűek (Liliopsida) osztályának hídőrvirágúak (Arismatales) rendjébe, ezen belül a békatutajfélék (Hydrocharitaceae) családjába tartozó faj.

## Előfordulása
A békatutaj Európa-szerte megtalálható; a Brit-szigetektől és Skandináviától kezdve, egészen a Földközi-tenger térségéig és a Kaukázusig. Északnyugat-Afrikában, valamint Ázsia nyugati részén, Törökország és Üzbegisztán között is őshonos. Más kontinensekre is betelepítették ezt a növényfajt.

## Megjelenése
A békatutaj úszó levelű, évelő növény. Levelei 3-7 centiméter szélesek, kerekded vese alakúak, válluk mélyen szíves, nyelük 7-10 centiméter hosszú, rozettaszerűen helyezkednek el. Az 5-20 centiméter hosszú, indás, víz alatti szárakon új rozetták fejlődnek. A gyökérzet szabadon lebeg a vízben. Víz alatti levelek nem fejlődnek. A növény kétlaki. Virágai mintegy 2 centiméter átmérőjűek, 3 zöld csészelevélből és 3 fehér, tövén sárga sziromból állnak. A porzós virágok többnyire hármasával találhatók a két buroklevél hónaljában, a termős virágok magánosak, egy buroklevéllel. Termése víz alatt beérő tüsző.

## Életmódja
A békatutaj álló- és lassan folyó, többnyire mészben szegény vizekben, például holtágakban, mocsarakban nő. A virágzási ideje májustól augusztus végéig tart.

## Képek

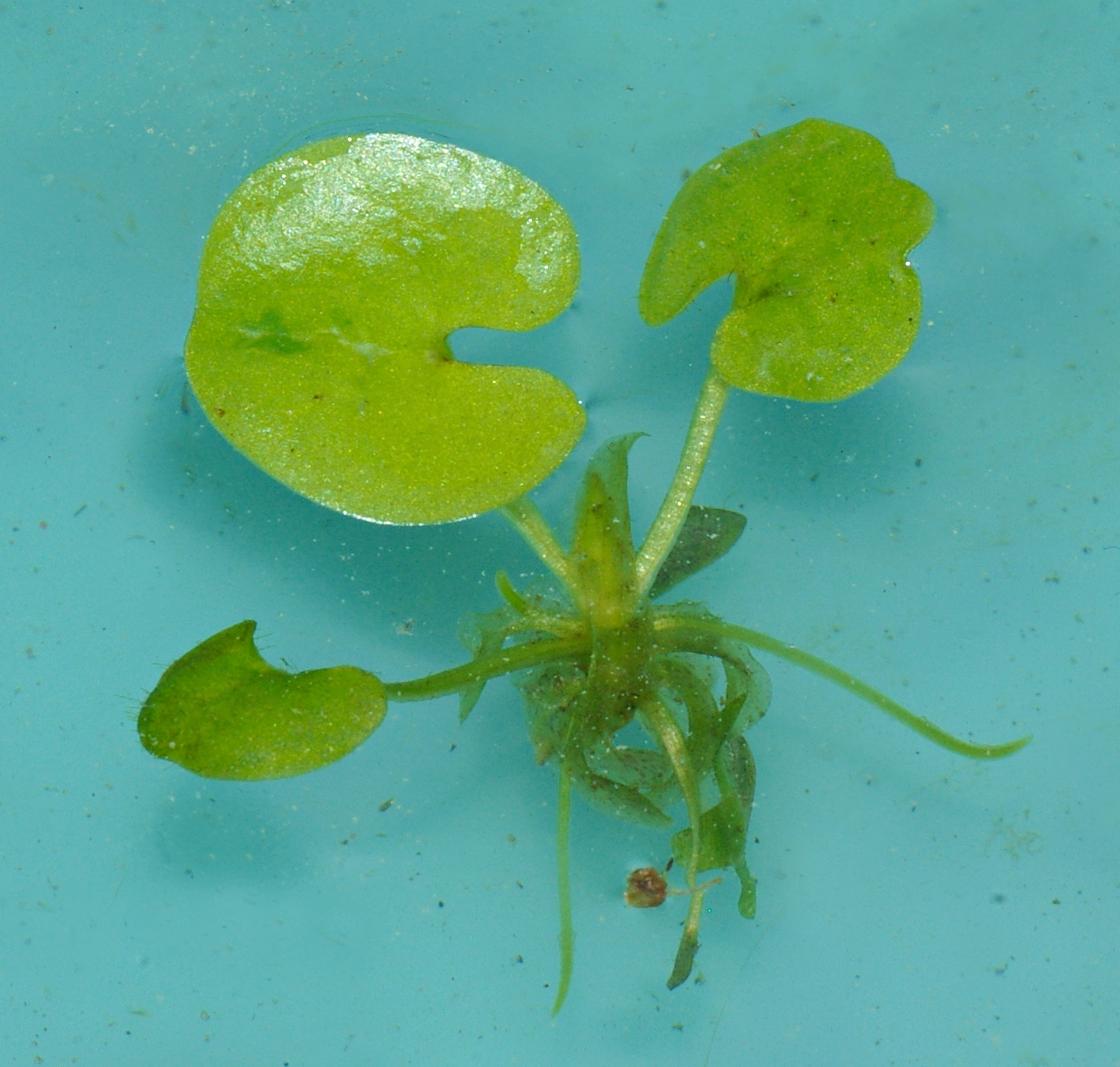
Fiatal növény
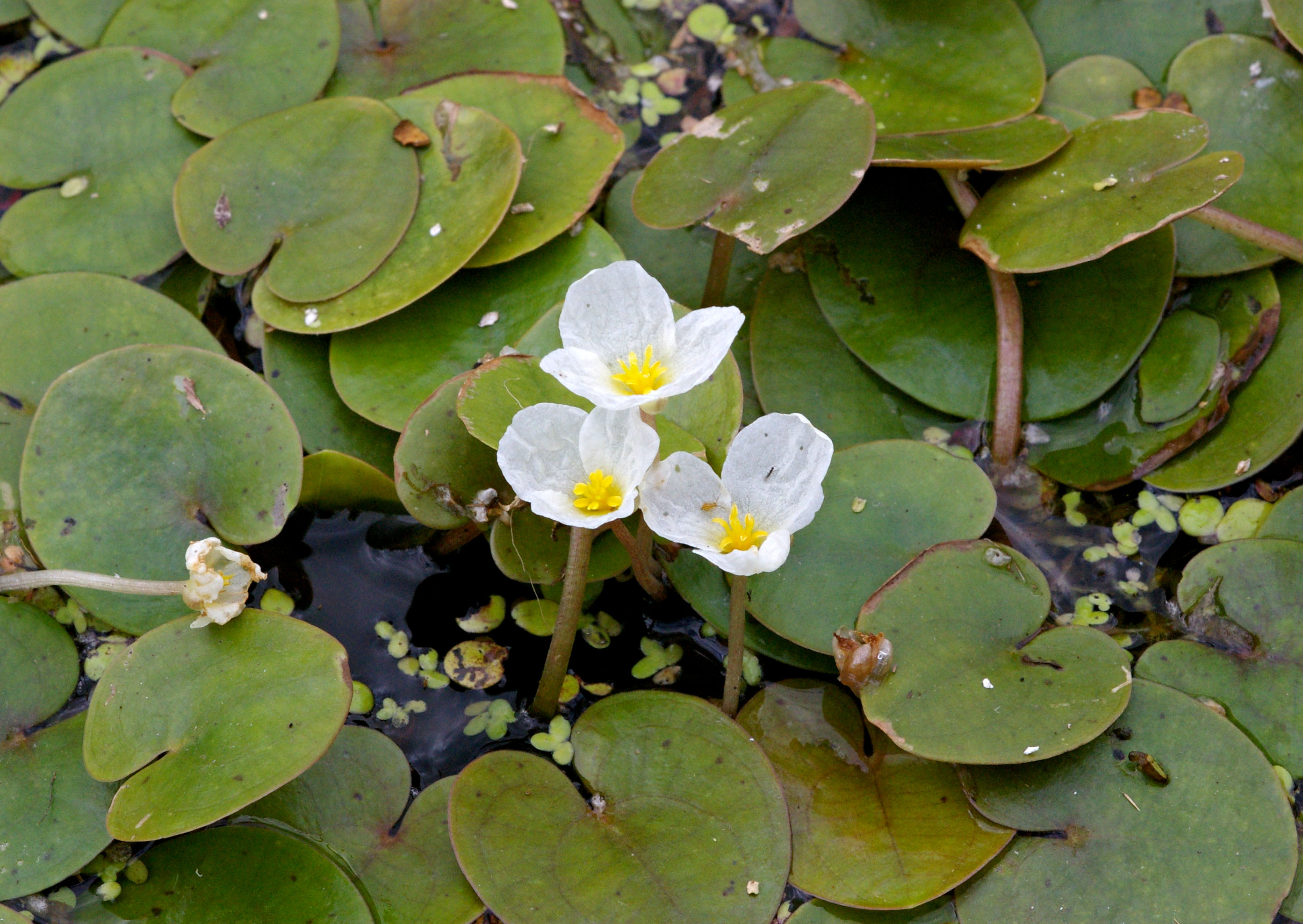
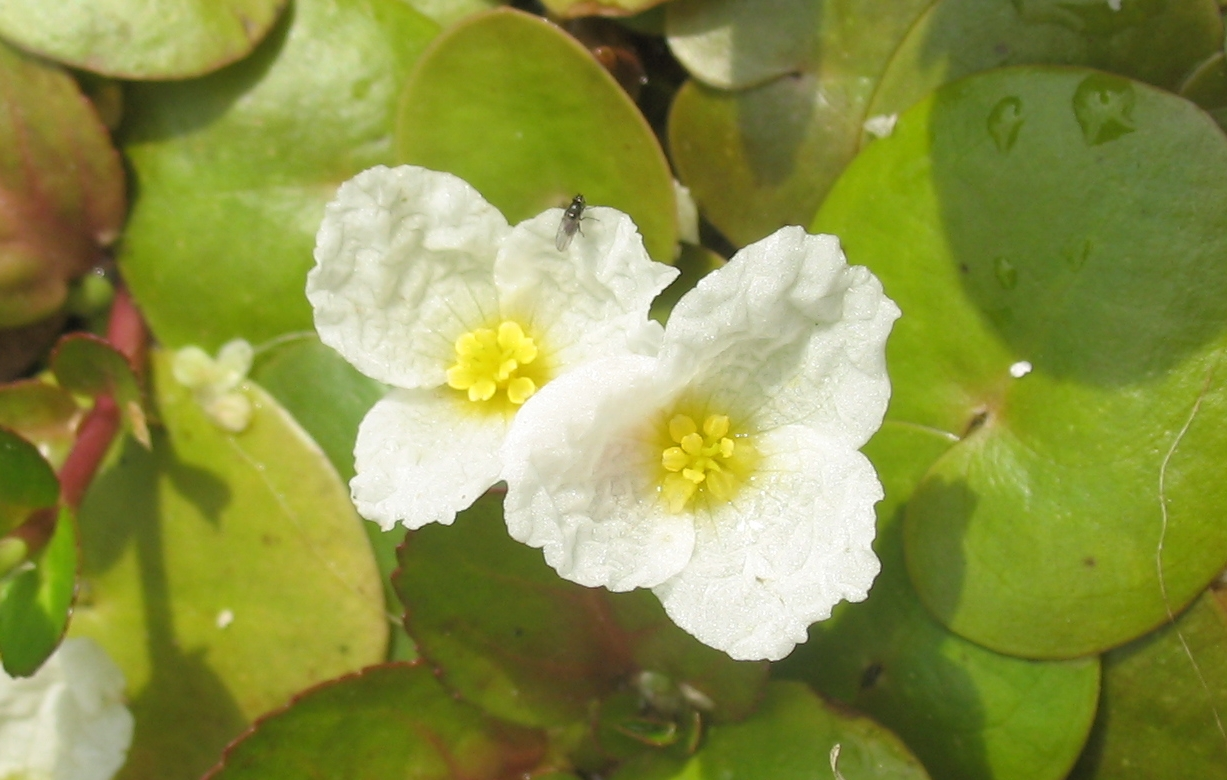
Kivirágozva
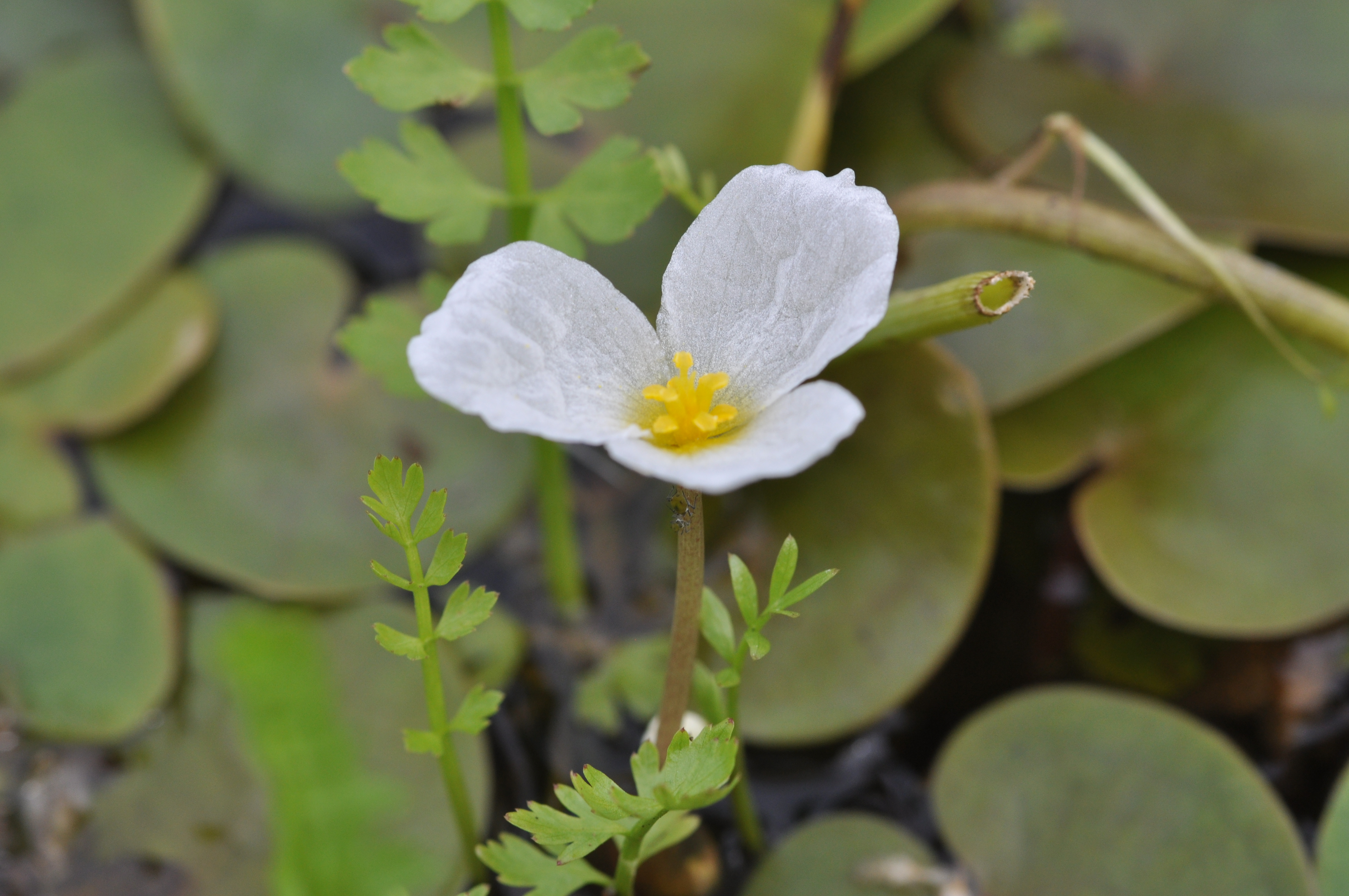
Virága közelről
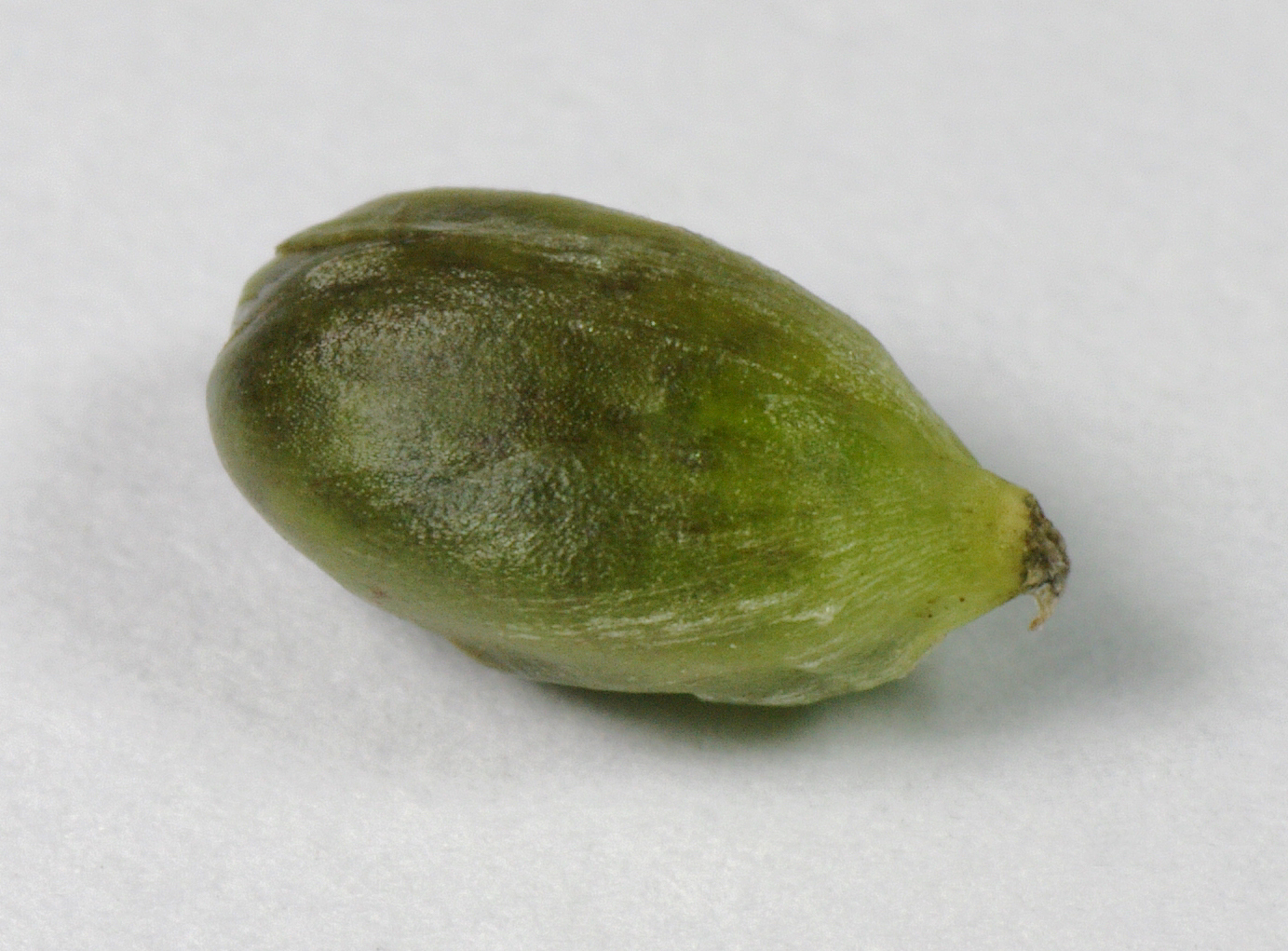
Termése
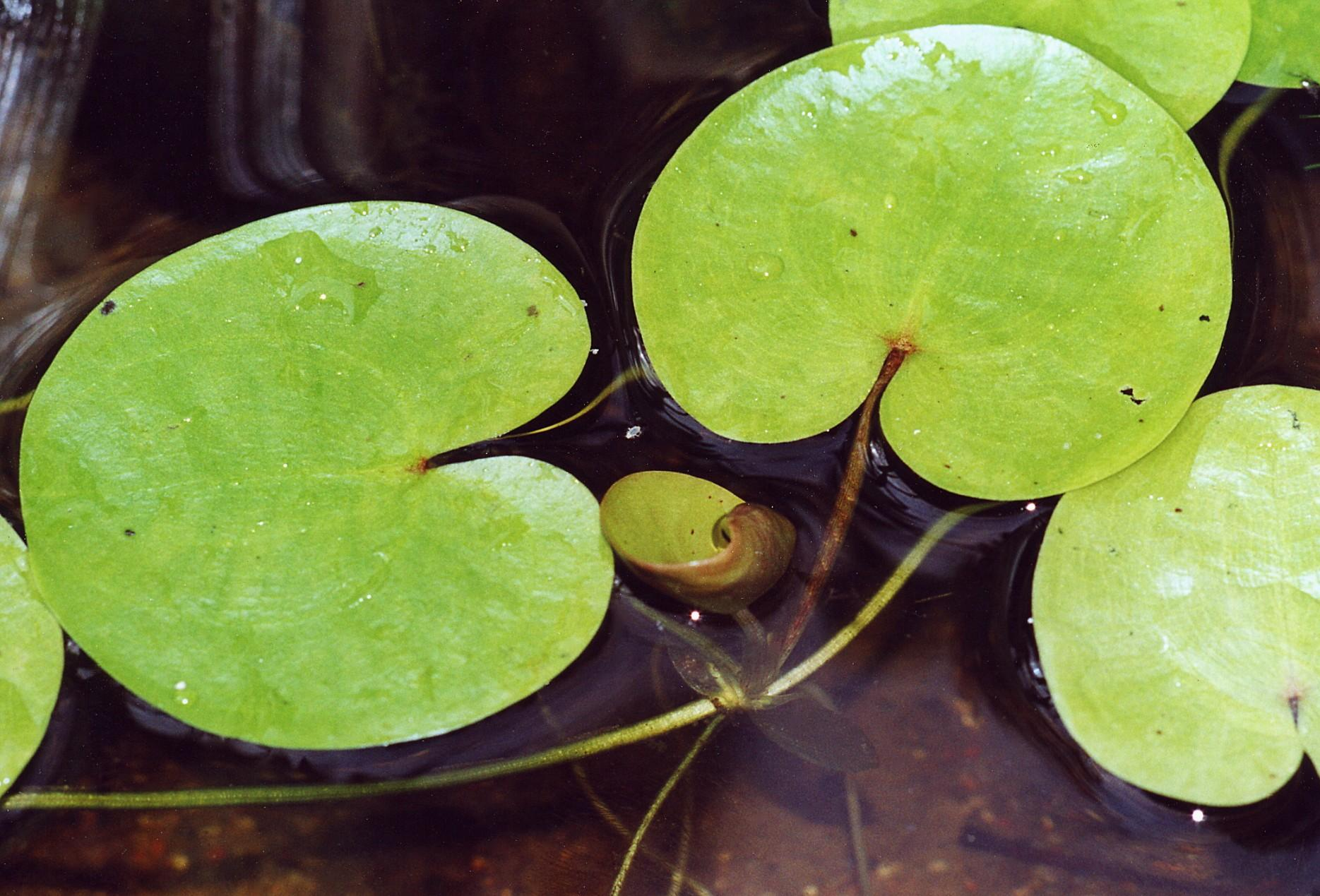
Levelei
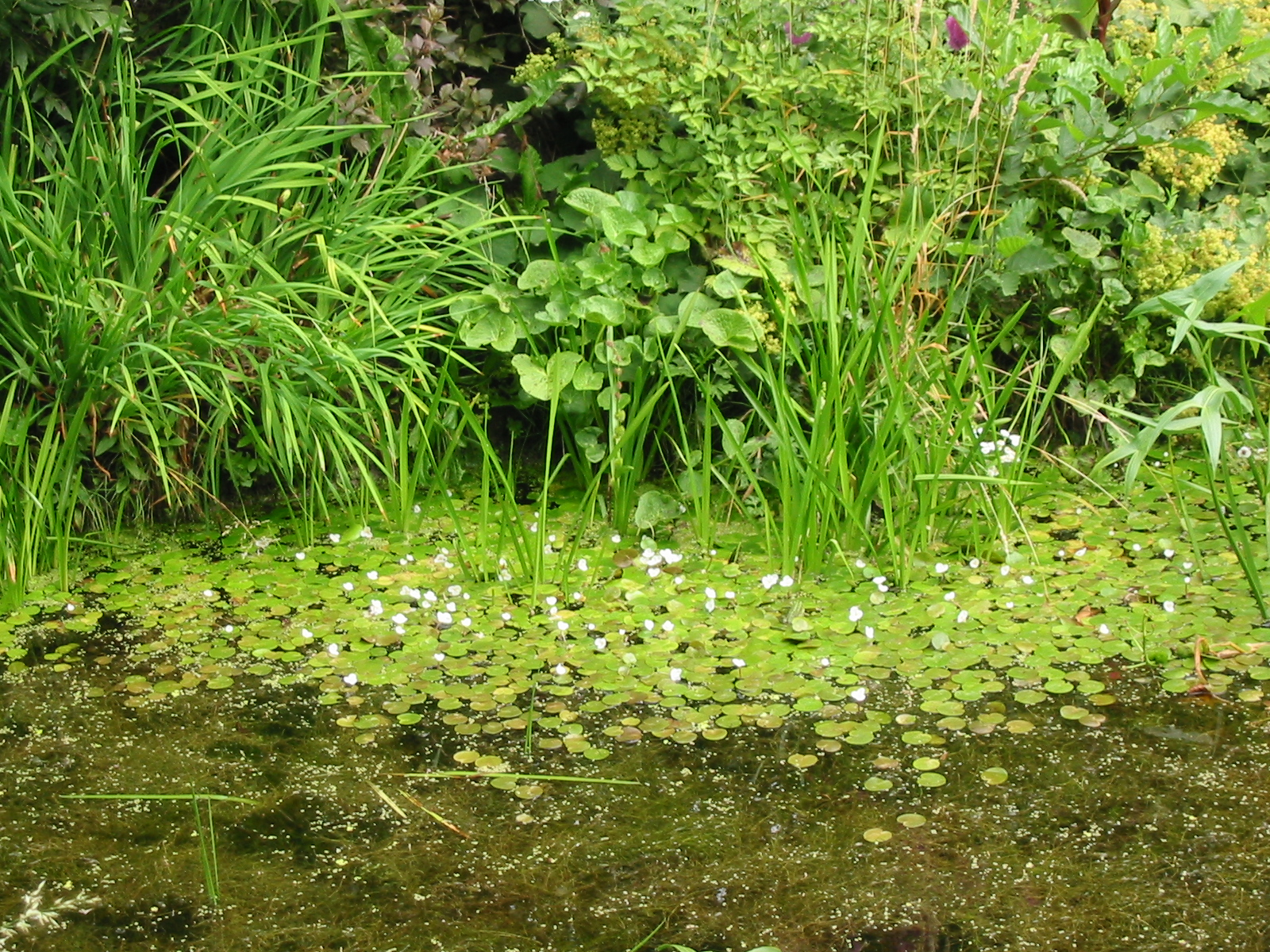
Békatutajok növénytársulásban
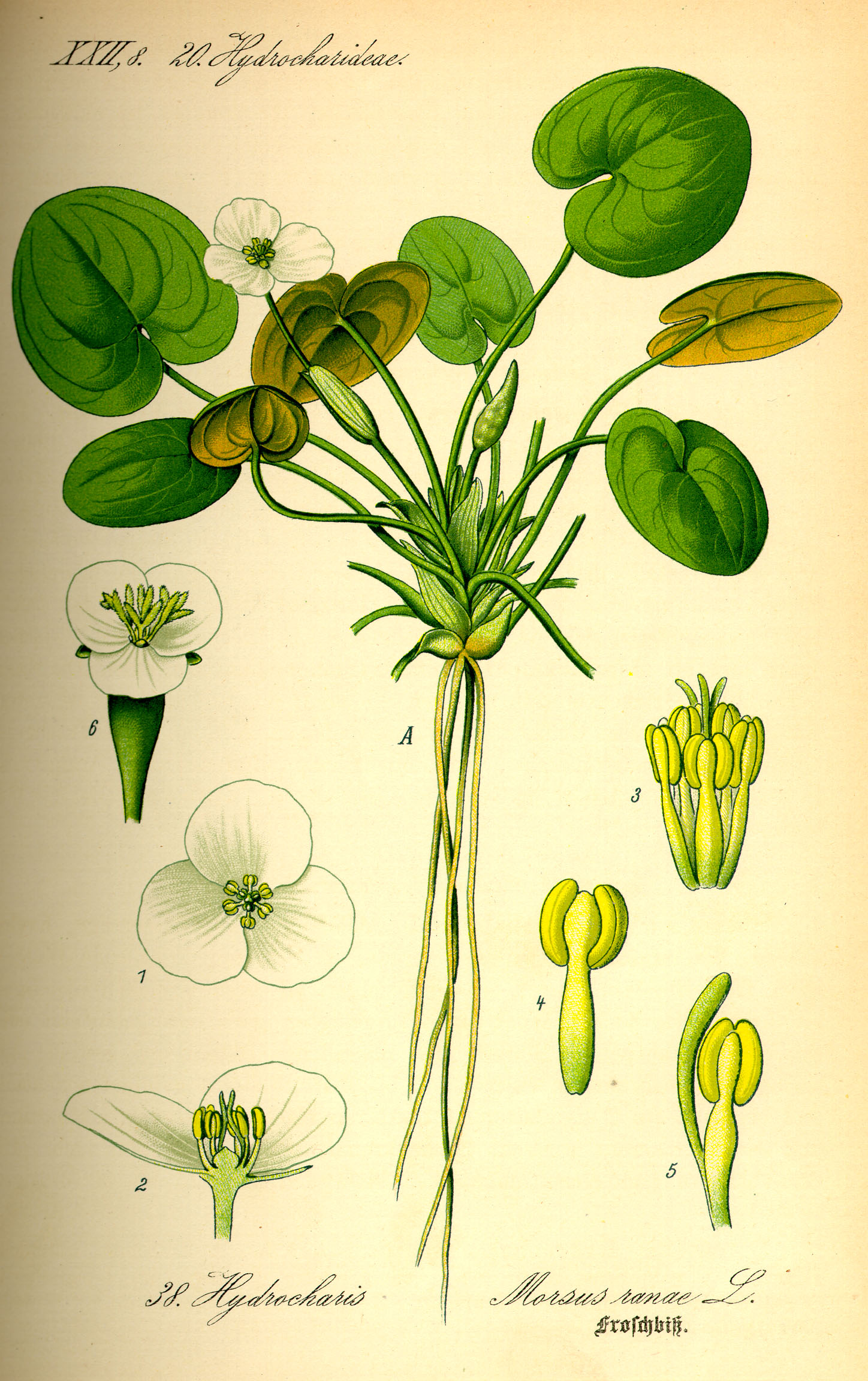
Rajz a növényről